# Elymus
Elymus es un género de plantas herbáceas de la familia de las poáceas. Tiene una distribución cosmopolita en ambos hemisferios.

## Descripción
Son plantas perennes, rizomatosas o cespitosas. Hojas con lígula generalmente ciliolada en el ápice; limbo plano o convoluto, rara vez plegado. Espiga con raquis frecuentemente excavado y una espiguilla en cada nudo. Espiguillas con 2 glumas y 2-16 flores. Glumas dispuestas lateralmente al eje del raquis, con 4-9 nervios, coriáceas, sin arista o con arista corta. Lema lanceolada, con 5 nervios, coriáceas, con arista apical o sin arista. Pálea lanceolado-elíptica, con 2 quillas ciliado-escábridas. Cariopsis linear-elíptica, libre o ligeramente soldada a la pálea.

## Taxonomía
El género fue descrito por Carlos Linneo y publicado en Species Plantarum 1: 83–84. 1753. La especie tipo es: Elymus sibiricus L.
Etimología
El nombre del género deriva del griego Elumos: nombre griego antiguo para un tipo de grano. 
Citología
El número cromosómico básico del género es x = 7, con números cromosómicos somáticos de 2n = 28 y 42, o 56 (rara vez), ya que hay especies diploides y una serie poliploide. Cromosomas relativamente "grandes". Los nucléolos desaparecen antes de la metafase.

## Especies
- Elymus acicularis Suksd.
- Elymus ambiguus Vasey & Scribn.
- Elymus antarcticus Hook.
- Elymus aristatus Merr.
- Elymus australis Scribn. & C.R.Ball
- Elymus brachystachys Scribn. et C.R.Ball
- Elymus caninus (L.) L.
- Elymus condensatus J.Presl
- Elymus desertorum Kar. & Kir.
- Elymus edentatus Suksd.
- Elymus elongatus (Host) Runemark
- Elymus farctus (Viv.) Runemark ex Melderis
- Elymus hanseni Scribn.
- Elymus hirtiflorus Hitchc.
- Elymus lechleri Steud.
- Elymus marginalis Rydb.
- Elymus mollis R.Br.
- Elymus parishii Burtt Davy & Merr.
- Elymus pendulosus H.J.Hodgs.
- Elymus petersonii Rydb.
- Elymus pungens (Pers.) Melderis
- Elymus repens (L.) Gould.
- Elymus salinus M.E.Jones
- Elymus saundersii Vasey
- Elymus saxicola Scribn. et J.G.Sm.
- Elymus simplex Scribn. et T.A.Williams
- Elymus stigosus Rydb.
- Elymus velutinus Scribn. & Merr.
- Elymus villiflorus Rydb.
- Elymus villosus Muhl. ex Willd.
- Elymus virginicus L.
- Elymus vulpinus Rydb.[4][5]